# (1984) Федынский
(1984) Федынский (лат. Fedynskij) — типичный астероид главного пояса, открыт 10 октября 1926 года российским и советским астрономом Сергеем Белявским в Симеизской обсерватории и 1 июня 1980 года назван в честь советского астронома и геофизика Всеволода Федынского.

## Обнаружение и именование
(1984) Федынский
Открыт 10 октября 1926 года в Симеизе С. И. Белявским.
Назван в память выдающегося специалиста в области разведочной геофизики, физики Земли и метеорной астрономии Всеволода Владимировича Федынского (1908—1978), способного организатора научных исследований, заместителя председателя Комитета по метеоритам Академии наук СССР, президента Комиссии 22 МАС (1958—1964) и почётного члена и вице-президента Всесоюзного астрономо-геодезического общества.
Оригинальный текст (англ.)1984 Fedynskij
Discovered 1926 Oct. 10 by S. I. Belyavskij at Simeis.
Named in memory of Vsevolod Vladimirovich Fedynskij (1908—1978), an outstanding expert in reconnaissance geophysics, physics of the earth and meteor astronomy, a capable organizer of scientific research, Vice President of the Committee on Meteorites of the U.S.S.R. Academy of Sciences, President of IAU Commission 22 (1958—1964), and an honorary member and Vice President of the All-Union Astronomy and Geodesy Association.
Источник: M.P.C. 5358.

## Орбита

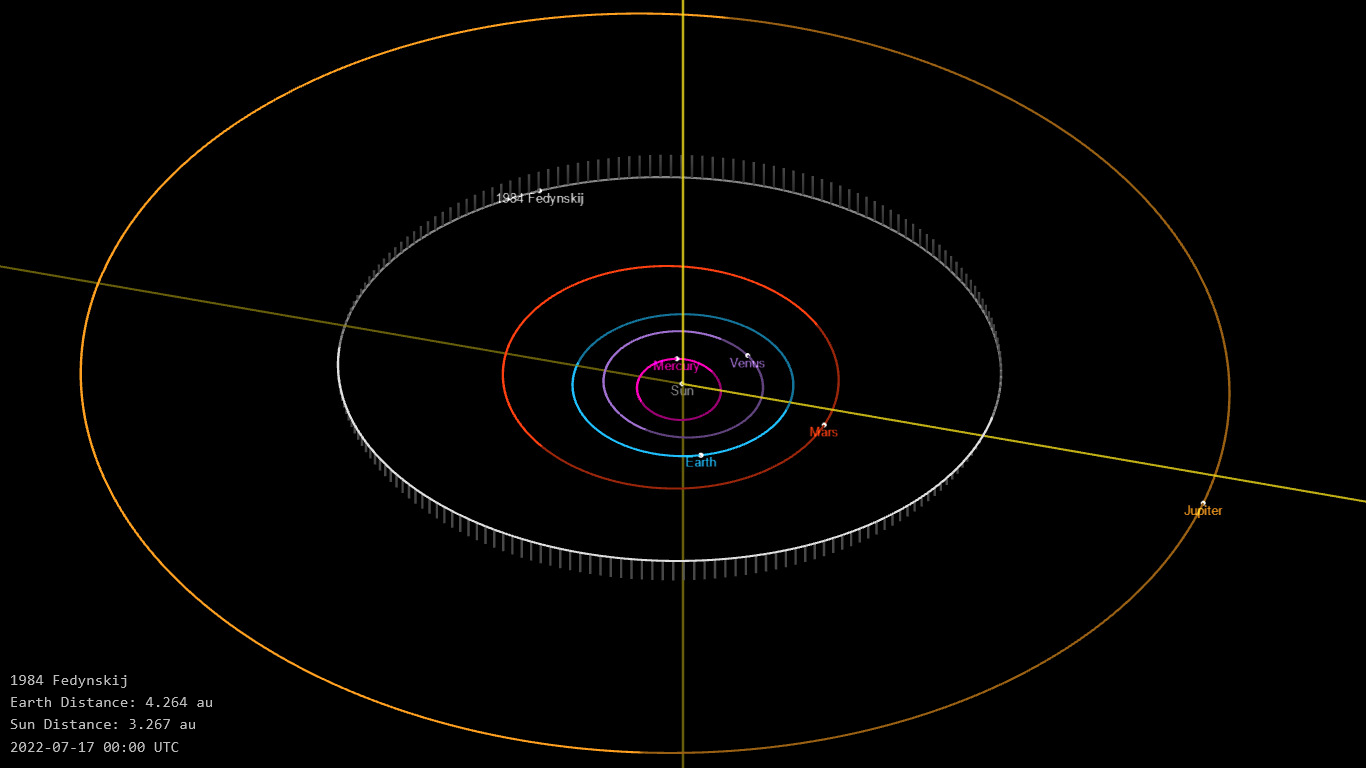
Орбита астероида Федынский и его положение в Солнечной системе

## Физические характеристики
Астероид относится к таксономическому классу C.
По результатам наблюдений в инфракрасном диапазоне орбитальной обсерватории IRAS и спутника Akari и наблюдений в видимом и ближнем инфракрасном диапазоне космического телескопа NEOWISE диаметр астероида сначала оценивался равным 37,98±1,9 км, позже — 38,36±1,21 км, 34,66±8,47 км, 38,92±12,45 км, 36,413±0,232 км, 37,58±13,38 км и 32,42±7,57 км. Согласно тем же источникам альбедо оценивается как 0,0445±0,005, 0,046±0,003, 0,05±0,03, 0,04±0,04, 0,048±0,009, 0,048±0,085 и 0,049±0,039.